# اتاق بازرگانی آمریکا در جمهوری خلق چین

اتاق بازرگانی آمریکا در جمهوری خلق چین (انگلیسی: American Chamber of Commerce in the People's Republic of China) یا به اختصار AmCham China یک سازمان ناسودبر و غیردولتی است که بیش از ۴۰۰۰ نفر از ۹۰۰ شرکت فعال در سراسر چین عضویت دارند. ماموریت اصلی این سازمان کمک به موفقیت شرکت های آمریکایی در چین از طریق حمایت، ارائه آخرین اطلاعات از قوانین و مقررات پولی و بانکی کشور چین، شبکه سازی با تجار و خدمات پشتیبانی تجاری است.
این سازمان تنها اتاق بازرگانی رسمی است که به نمایندگی از تجارت آمریکایی در سرزمین اصلی چین به رسمیت شناخته شده است.
این سازمان با دفاتری در پکن، تیانجین، دالیان، شنیانگ و ووهان، بیش از ۴۰ گروه کاری دارد و هر سال بیش از ۲۵۰ رویداد را برگزار می کند.

## تاریخچه
اولین اتاق بازرگانی آمریکا در پکن در سال ۱۹۱۹ با هشت شرکت تأسیس شد. این سازمان با شروع جنگ منحل شد و تا سال ۱۹۸۱ اصلاح نشد. این سازمان در سال ۱۹۹۱ به طور رسمی در وزارت امور مدنی چین ثبت شد.
با توجه به اینکه این سازمان سازمانی غیر حزبی و غیرانتفاعی است که به حمایت و ارتقای موفقیت تجاری اعضای خود اختصاص دارد، از این رو به هیچ شاخه ای از دولت وابسته نیست.

## بحران ها
در دسامبر ۲۰۲۰، بلومبرگ گزارش داد که این سازمان میزبان وانگ چن (Wang Chen)، یکی از اعضای تحریم شده حزب کمونیست چین، در دورهمی سالانه خود بود.
پس از این گزارش، مایکل مک‌کال، نماینده جمهوری‌خواه در کمیته امور خارجی مجلس نمایندگان آمریکا در بیانیه‌ای گفت: «بی‌وجدانه است که اتاق بازرگانی آمریکا در چین میزبان یک مقام حزب کمونیست چین تحت تحریم‌های ایالات متحده در جشن قدردانی سالانه خود باشد. اگر کسب‌وکارهای آمریکایی مجبور به جشن گرفتن و تمجید از مقامات حزبی می‌شوند که ارزش‌های ما را زیر پا می‌گذارند، پس دولت ایالات متحده باید تمام تلاش خود را برای حفاظت از منافع ملی ما انجام دهد. من اطمینان دارم که سازمان مذکور و شورای حکام آن، این موضوع را واقعاً تاسف‌آور توضیح می‌دهند. شهرت آنها به عنوان صدای معتبر تجارت آمریکایی به آن بستگی دارد."